# 12762 Nadiavittor
12762 Nadiavittor (1993 UE1) là một tiểu hành tinh vành đai chính.